# Fander Falconí
Fander Falconí Benítez (Quito, 19 de septiembre de 1962) es un economista, académico y político ecuatoriano.
Siendo uno de los principales ideólogos de la Revolución Ciudadana, dimitió en enero de 2010 del cargo de Canciller. En noviembre de 2011 reingresó al gabinete ministerial. En 2017 ingreso en el gabinete ministerial de Lenin Moreno como Ministro de Educación.

## Estudios académicos y experiencia profesional
Hizo sus estudios de Economía en la PUCE. Tiene una Maestría en Economía otorgada por FLACSO y una Maestría y Doctorado en Economía Ecológica por la Universidad Autónoma de Barcelona. Fue coordinador académico, del programa de doctorado de Economía del Desarrollo y de investigación de FLACSO.
Fue Secretario Nacional de Planificación, desde el 15 de enero de 2007. En diciembre de 2008, fue designado Ministro de Relaciones Exteriores, Comercio e Integración. Renunció a este cargo el 12 de enero de 2010 por discrepancias con el presidente Rafael Correa en torno a la implementación del proyecto Yasuní-ITT, que busca dejar en tierra el petróleo que se encuentra en ese parque nacional a cambio de una corresponsabilidad internacional que sustituya los ingresos que el Ecuador tendría. La desautorización realizada por el presidente Correa en relación con las negociaciones lideradas por Falconí para ese proyecto fueron el detonante de esta renuncia conllevó a la ruptura de relaciones políticas de dos de los principales fundadores del movimiento País.
A pesar de ello, luego de los últimos cambios ministeriales de noviembre de 2011, regresó a su cargo de Secretario Nacional de SENPLADES

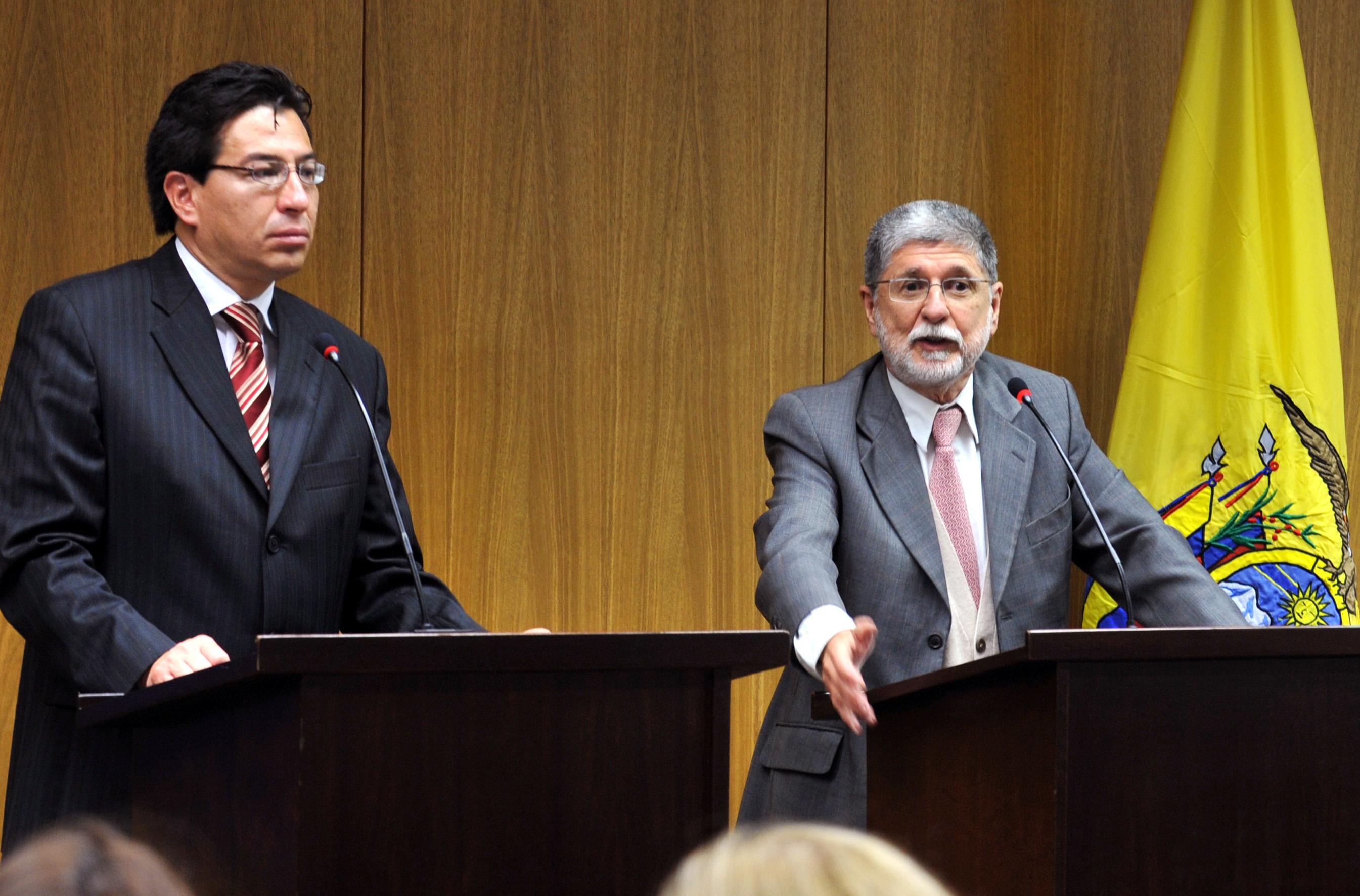
Falconí y el ministro brasileño Celso Amorim.

Al inicio del gobierno de Rafael Correa (2007-2009) fue Secretario Nacional de la Secretaría Nacional de Planificación y Desarrollo SENPLADES organismo a cargo de administrar y coordinar el Sistema Nacional Descentralizado de Planificación Participativa como un medio de desarrollo integral del país a nivel sectorial y territorial, estableciendo objetivos y políticas estratégicas, sustentadas en procesos de información, investigación, capacitación, seguimiento y evaluación; orientando la inversión pública; y, promoviendo la democratización del Estado, a través de una activa participación ciudadana, que contribuya a una gestión pública transparente y eficiente. Fue Ministro de Relaciones Exteriores de Ecuador entre 2009 y 2010.

## Publicaciones
- Integrated Assessment of the Recent Economic History of Ecuador (Evaluación Integrada de la Historia Económica Reciente del Ecuador).
- Population and Environment. Volume 22, Number 3 (2001).
- Economía y desarrollo sostenible: Matrimonio feliz o divorcio anunciado (2002); y
- Antología de Economía Ecuatoriana, con Julio Oleas (2002).
- Al sur de las decisiones, Enfrentando la crisis del Siglo XXI (2014).

"Solidaridad Sostenible. La codicia es indeseable" (2017) 
Es parte del Consejo Editorial de la Revista Iberoamericana de Economía Ecológica.
Tras renunciar a la Cancillería en 2010, publicó el libro ¡Con Ecuador por el mundo!
Es uno de los coordinadores del Plan de Gobierno de Alianza PAIS y uno de los coautores y coordinadores del libro Asedios a lo Imposible: Propuestas Económicas en Construcción, junto a Rafael Correa, Alberto Acosta Espinosa, Jeannette Sánchez, Pedro Páez Pérez, y otros autores.